# Scaphinotus tricarinatus
Scaphinotus tricarinatus är en skalbaggsart som beskrevs av Thomas Casey. Scaphinotus tricarinatus ingår i släktet Scaphinotus och familjen jordlöpare. Inga underarter finns listade i Catalogue of Life.